# Mitropa Cup
Mitropa Cup (officielt navn: La Coupe de l’Europe Centrale) var en europæisk fodboldturnering der blev afviklet imellem 1927 og 1940, og igen fra 1955 til 1992. Den er en af de første internationale turneringer for klubhold, og i perioden før 2. verdenskrig blev den betragtet som det vigtigste trofæ i kontinentalt klubfodbold. Turneringen ses som en forgænger for Europa Cup og senere UEFA Champions League.

## Historie (1927-1940)
I 1897 etablerede John Gramlick Senior, medstifter af Vienna Cricket and Football-Club, Challenge Cup. Det var kun klubber fra Østrig-Ungarn som kunne deltage i turneringen. Challenge Cup blev afholdt indtil 1911, og betragtes som en forløber for Mitropa Cup.
Idéen til Mitropa Cup kom efter 1. verdenskrig og kollapset af det østrig-ungarske kejserrige. Det var fodboldforbundene i de centraleuropæiske som var foregangsmænd, da de på dette tidspunkt var førende i europæisk fodbold. I begyndelsen af 1920'erne var de de første nationer i kontinental Europa til at etablere professionelle ligaer. Det startede med Østrig i 1924, efterfulgt af Ungarn i 1925 og Tjekkoslovakiet i 1926. For at styrke dominansen af disse lande i europæisk fodbold, og for at yde økonomisk støtte til de professionelle klubber, blev indførelsen af Mitropa Cup besluttet på et møde i Venedig den 17. juli 1927, på initiativ af lederen af det østrigske fodboldforbund (ÖFB), Hugo Meisl.
Allerede i den første sæson af Mitropa Cup der var en stor interesse fra klubber og fans. Den første udgave blev lanceret den 14. august 1927 med de bedste hold fra Østrig, Ungarn, Jugoslavien og Tjekkoslovakiet. Siden da steg antallet af deltagende lande og organisationer. I 1929 kom de bedste italienske hold med, der lancerede deres nationale professionelle liga fra den følgende sæson. I 1936 deltog 20 klubber i turneringen, herunder de fire bedste schweiziske hold. Et år senere blev de rumænske hold tilføjet. Mitropa Cup  var primært domineret af de østrigske, ungarske, Tjekkoslovakiet og italienske hold, der vandt alle finalerne. 
Da Adolf Hitler og nazisterne i 1938 havde overtaget Østrig, var det første initiativtager-land væk fra turneringen. I 1939 deltog kun otte hold. Efter starten på 2. verdenskrig kunne finalen i 1940 imellem Ferencváros Budapest og FC Rapid Bukarest ikke afvikles. 

### Finaler (1927–1940)
| År   | Hold (Vinder med fed)       | Hold (Vinder med fed) | Hold (Vinder med fed) |
| År   |                             | Resultater            |                       |
| ---- | --------------------------- | --------------------- | --------------------- |
| 1927 | Sparta Prag                 | 6–2 / 1–2             | SK Rapid Wien         |
| 1928 | Ferencváros Budapest        | 7–1 / 3–5             | SK Rapid Wien         |
| 1929 | Újpesti FC                  | 5–1 / 2–2             | Slavia Prag           |
| 1930 | Sparta Prag                 | 0–2 / 3–2             | SK Rapid Wien         |
| 1931 | Wiener AC                   | 2–3 / 1–2             | First Vienna FC 1894  |
| 1932 | AGC Bologna                 | 2–0 / 0–1(*)          | First Vienna FC 1894  |
| 1933 | AS Ambrosiana-Inter Mailand | 2–1 / 1–3             | FK Austria Wien       |
| 1934 | SK Admira Wien              | 3–2 / 1–5             | AGC Bologna           |
| 1935 | Ferencváros Budapest        | 2–1 / 0–3             | Sparta Prag           |
| 1936 | FK Austria Wien             | 0–0 / 1–0             | Sparta Prag           |
| 1937 | Ferencváros Budapest        | 4–2 / 5–4             | S.S. Lazio            |
| 1938 | Slavia Prag                 | 2–2 / 2–0             | Ferencváros Budapest  |
| 1939 | Ferencváros Budapest        | 1–4 / 2–2             | Újpesti FC            |
| 1940 | Ferencváros Budapest        | ikke spillet          | FC Rapid Bukarest     |

(*)Bologna vandt turneringen efter sejr i semifinalen mod First Vienna, da holdene i den anden semifinale blev diskvalificeret.

## Zentropa Cup 1951
Efter 2. Verdenskrig var der særlige italienske og østrigske bestræbelser på at genoplive Mitropa Cup. Den første udgave i 1951 blev spillet under navnet "Zentropa Cup". Turneringen blev for alvor først genoplivet fire år senere.
| Sæson | Spillested | Vinder        |   | Finalist       | Resultat |
| ----- | ---------- | ------------- | - | -------------- | -------- |
| 1951  | Wien       | SK Rapid Wien | – | SC Wacker Wien | 3–2      |

## Det nye Mitropa Cup (1955-1992)
I 1954 blev UEFA grundlagt, og på sin første kongres i Wien den 2.-3. marts 1955 blev det besluttet, at Mitropa Cup skulle genopstå. Det blev aftalt, at hold fra Østrig, Italien, Ungarn, Tjekkoslovakiet og Jugoslavien kunne deltage, selv om flere lande, især Rumænien, bad om at også kunne deltage. 7. maj 1955 blev denne nye udgave af turneringen godkendt, og FIFA og UEFA blev bedt om at overtage ansvaret. I den følgende år etablerede UEFA andre europæiske turneringer, og Mitropa Cuppen blev nedgraderet. I 1980'erne var interessen for turneringen ikke stor, og man begyndte at invitere vinderne af landenes næstbedste række med. I 1989 deltog kun tre hold, og i den sidste sæson i 1992 deltog fire hold, og finalen blev overværet af omkring 900 tilskuere.

### Vindere
| Sæson     | Vinder                          | Sæson     | Vinder                                   | Sæson     | Vinder                       |
| --------- | ------------------------------- | --------- | ---------------------------------------- | --------- | ---------------------------- |
| 1955 1956 | Budapesti Vörös Lobogó Vasas SC | 1968 1969 | Røde Stjerne Beograd FK Inter Bratislava | 1981 1982 | TJ Tatran Prešov AC Milan    |
| 1957 1958 | Vasas SC Røde Stjerne Beograd   | 1970 1971 | Vasas SC Čelik Zenica                    | 1983 1984 | Vasas SC SC Eisenstadt       |
| 1959 1960 | Honvéd Budapest                 | 1972 1973 | Čelik Zenica Bányász Tatabánya           | 1985 1986 | NK Iskra Bugojno SC Pisa     |
| 1961 1962 | Bologna Vasas SC                | 1974 1975 | Bányász Tatabánya Wacker Innsbruck       | 1987 1988 | Ascoli Calcio 1898 SC Pisa   |
| 1963 1964 | MTK Budapest Sparta Prag        | 1976 1977 | Wacker Innsbruck FK Vojvodina Novi Sad   | 1989 1990 | Baník Ostrava AS Bari        |
| 1965 1966 | Vasas SC Fiorentina             | 1978 1979 | FK Partizan uden kamp                    | 1991 1992 | Torino F.C. Borac Banja Luka |
| 1967      | Spartak Trnava                  | 1980      | Udinese Calcio                           |           |                              |